# Jan Karol Chodkiewicz
Jan Karol Chodkiewicz (in bielorusso Ян Караль Хадкевіч?, lituano Jonas Karolis Katkevičius; 1560 – Chotyn, 24 settembre 1621) fu uno dei più importanti magnati e szlachcic della Confederazione Polacco-Lituana e un famoso condottiero militare: Hetman di Campo di Lituania, fu Grand Hetman di Lituania dal 1605.

## Origini e formazione
Jan Karol era figlio di Jan Hieronim Chodkiewicz e Krystyna Zborowska. Studiò presso l'Accademia di Vilnius e imparò i rudimenti dell'arte militare combattendo nelle Fiandre, prima tra gli spagnoli del Duca d'Alba, poi per i fiamminghi di Maurizio di Nassau. Nel 1593 sposò una ricca nobildonna, Sofia Mielecka, che gli diede un figlio che non gli sarebbe sopravvissuto.

## Grand Hetmandi Lituania

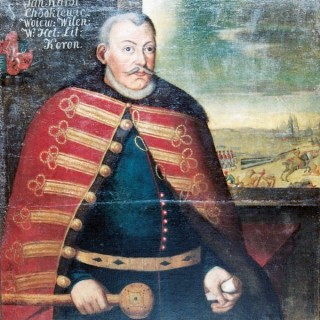
Jan Karol Chodkiewicz

Jan Karol impegnò ben presto le sue capacità militari al servizio della Confederazione Polacco-Lituana. Militò sotto l'hetman Stanisław Żółkiewski durante la repressione della rivolta dei cosacchi di Severyn Nalyvaiko, poi sotto il grande etmano Jan Zamoyski nel biennio 1599-1600, durante la Guerra dei Magnati di Moldavia. Gli allori militari valsero a Chodkiewicz il titolo di Starosta di Samogitia e la carica di "Hetman di Campo di Lituania" (1600). Nel 1601, Jan Karol era di nuovo al seguito di Zamoyski nella campagna in Lituania della Guerra polacco-svedese (1600-1611): guidò le forze confederate nella vittoriosa Battaglia di Kokenhausen, che assicurò ai polacco-lituani il controllo della Livonia. Nel 1602 Zamoyski tornò in Polonia e Chodkiewicz venne nominato comandante in capo della Lituania. Nonostante gli scarsi mezzi a sua disposizione (il Sejm e re Sigismondo Vasa non lo supportarono adeguatamente), hetman Jan Karol strappò agli svedesi numerose fortezze e scacciò da Riga il duca di Södermanland, Carlo Vasa. Nel 1604, Chodkiewicz conquistò Dorpat (Tartu) e sconfisse le armate svedesi presso Paide. Nel 1605, con soli 4000 uomini (tra i quali i famosi ussari alati di Polonia), Chodkiewicz sconfisse nella Battaglia di Kircholm (27 settembre) un esercito svedese molto più numeroso: la vittoria gli valse il grado di "Grand Hetman di Lituania", le congratulazioni di Papa Paolo V, di numerosi sovrani cattolici e dei musulmani Ahmed I sultano dei turchi e Shah Abbas I di Persia. La schiacciante vittoria venne però vanificata dal malgoverno della Confederazione, già rea di non aver adeguatamente appoggiato le manovre militari di Chodkiewicz, che non sfruttò l'occasione. Privo dei mezzi per mantenere la sua armata, Jan Karol dovette assoldare di propria tasca dei mercenari, mentre i suoi soldati disertavano. Nonostante i suoi contrasti con il Sejm, Chodkiewicz restò fedele al re durante la Rivolta di Sandomierz (1606-1607) e proseguì nella lotta contro la Svezia, riconquistando Riga (1609) ed occupando Pernau.

## La guerra contro la Moscovia
Allo scoppio della guerra contro la Moscovia, Chodkiewicz marciò verso oriente a capo di un'armata di 2000 uomini. Il Sejm non gli fornì però i mezzi per pagare le sue truppe e queste si ammutinarono, costringendo Jan Karol a ritirarsi verso Smolensk. Mentre il principe ed erede al trono di Polonia, Ladislao, marciava per unirsi alle sue truppe, Chodkiewicz occupava la fortezza di Dorogobuzh nel 1617.

## L'ultima battaglia

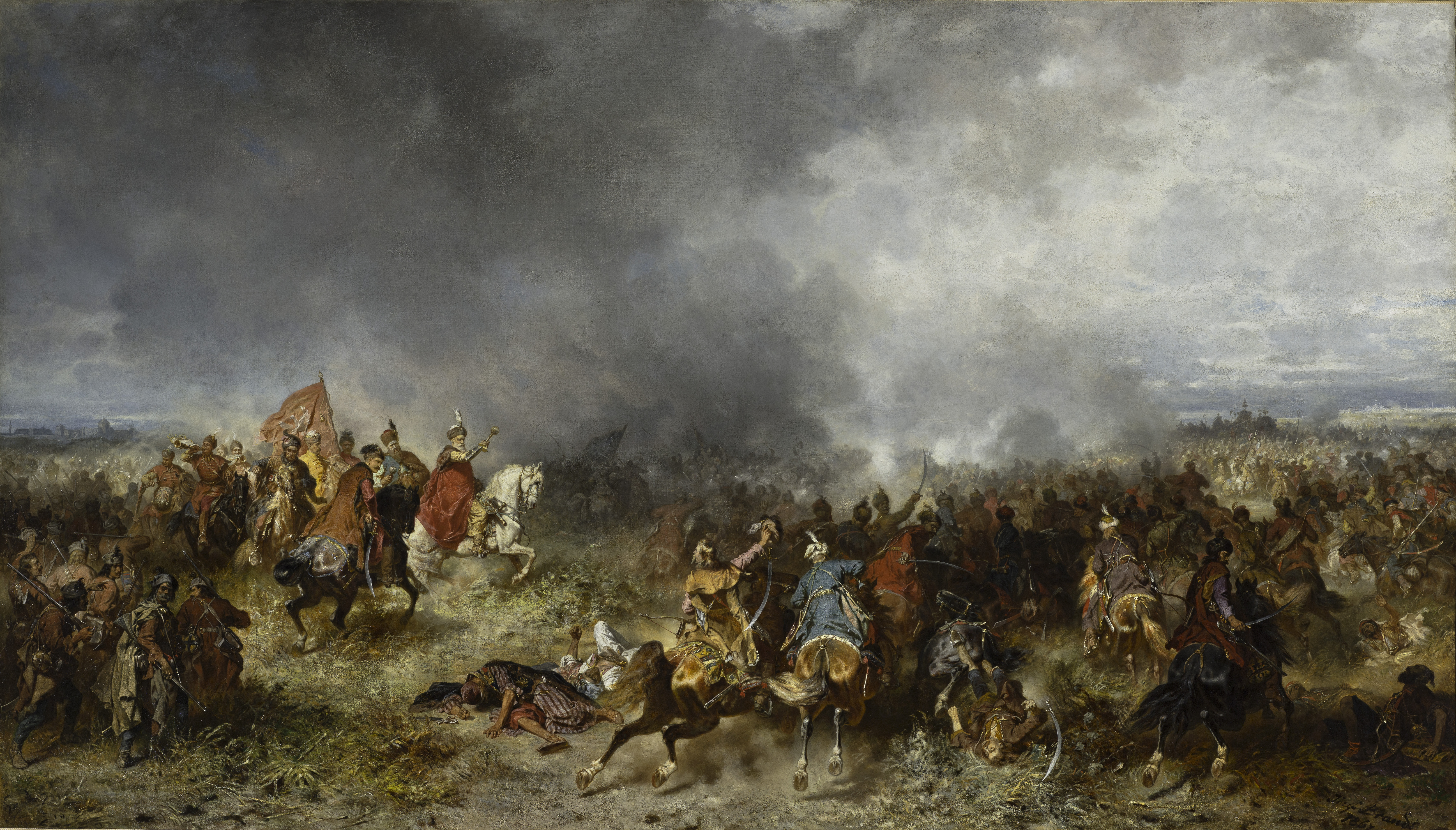
Jan Karol Chodkiewicz (in rosso) nella Battaglia di Hotin (1621).

Chiuso il conflitto con la Russia dalla Pace di Deulino, Chodkiewicz venne frettolosamente spedito a sud. I turchi del giovane sultano Osman II avevano sconfitto ed ucciso il Grand Hetman Stanisław Żółkiewski nella Battaglia di Cecora (1620) ed erano tornati (1621) per stroncare la Confederazione. Al comando di una forza di oltre 100.000 uomini, il sultano aveva lasciato Adrianopoli. Chodkiewicz attraversò il Dnieper in settembre e si trincerò nella fortezza di Hotin.
Per un mese, dal 2 settembre al 9 ottobre, le forze della Confederazione ressero all'assalto dei turchi nell'assedio noto come Battaglia di Hotin. Il 9 ottobre, con l'arrivo delle prime bufere invernali, il sultano si convinse a desistere dall'attacco e si ritirò in territorio turco.
L'anziano Chodkiewicz era morto il 24 settembre, durante gli scontri, ed il comando era passato a Stanisław Lubomirski.